# Список высших учебных заведений Хабаровского края
В список высших учебных заведений Хабаровского края включены образовательные учреждения высшего и высшего профессионального образования, находящиеся на территории Хабаровского края и участвовавшие в мониторинге Министерства образования и науки Российской Федерации 2015 года. Этим критериям в Хабаровском крае соответствуют 12 вузов и 11 филиалов.
Филиалы вузов, головные организации которых находятся в иных субъектах федерации, сгруппированы в отдельном списке. Порядок следования элементов списка — алфавитный.
Вузы, лицензия которых не действует на 9 июня 2016 года, отмечены цветом.

## Список высших образовательных учреждений
| Название                                                        | Категория         | Год основания | Месторасположение    | Число студентов |
| --------------------------------------------------------------- | ----------------- | ------------- | -------------------- | --------------- |
| Амурский гуманитарно-педагогический государственный университет | государственный   | 1954          | Комсомольск-на-Амуре | 3081            |
| Дальневосточная государственная академия физической культуры    | государственный   | 1967          | Хабаровск            | 992             |
| Дальневосточный государственный гуманитарный университет        | государственный   | 1934          | Хабаровск            |                 |
| Дальневосточный государственный медицинский университет         | государственный   | 1930          | Хабаровск            | 2897            |
| Дальневосточный государственный университет путей сообщения     | государственный   | 1937          | Хабаровск            | 12220           |
| Дальневосточный институт международного бизнеса                 | негосударственный | 1991          | Хабаровск            |                 |
| Дальневосточный институт международных отношений                | негосударственный | 1999          | Хабаровск            |                 |
| Комсомольский-на-Амуре государственный университет              | государственный   | 1955          | Комсомольск-на-Амуре | 6351            |
| Приамурский институт агроэкономики и бизнеса                    | негосударственный | 1995          | Хабаровск            |                 |
| Тихоокеанский государственный университет                       | государственный   | 1958          | Хабаровск            | 14374           |
| Хабаровский государственный университет экономики и права       | государственный   | 1970          | Хабаровск            | 6341            |
| Хабаровский государственный институт искусств и культуры        | государственный   | 1968          | Хабаровск            | 1152            |

## Список филиалов высших образовательных учреждений
| Название | Категория         | Год основания | Месторасположение    | Месторасположение головной организации | Число студентов |
| --- | ----------------- | ------------- | -------------------- | -------------------------------------- | --------------- |
| Дальневосточный институт (филиал Российской академии народного хозяйства и государственной службы)                     | государственный   | 2010          | Хабаровск            | Москва                                 | 2862            |
| Дальневосточный филиал Всероссийского государственного университета юстиции                                            | государственный   | 2001          | Хабаровск            | Москва                                 | 1261            |
| Дальневосточный филиал Российского государственного университета правосудия                                            | государственный   | 2002          | Хабаровск            | Москва                                 | 756             |
| Дальневосточный филиал Российского университета кооперации                                                             | негосударственный |               | Хабаровск            | Мытищи                                 |                 |
| Филиал в Ванино Комсомольского-на-Амуре государственного технического университета                                     | государственный   |               | Ванино               | Комсомольск-на-Амуре                   |                 |
| Филиал в Комсомольске-на-Амуре Современной гуманитарной академии                                                       | негосударственный |               | Комсомольск-на-Амуре | Москва                                 |                 |
| Филиал в Хабаровске Московского психолого-социального университета                                                     | негосударственный |               | Хабаровск            | Москва                                 |                 |
| Филиал в Хабаровске Санкт-Петербургского института внешнеэкономических связей, экономики и права                       | негосударственный | 1996          | Хабаровск            | Санкт-Петербург                        | 277             |
| Хабаровский институт инфокоммуникаций (филиал Сибирского государственного университета телекоммуникаций и информатики) | государственный   | 1969          | Хабаровск            | Новосибирск                            | 854             |
| Хабаровский филиал Сибирского государственного университета водного транспорта                                         | государственный   | 1951          | Хабаровск            | Новосибирск                            | 205             |
| Хабаровский филиал Современной гуманитарной академии                                                                   | негосударственный |               | Хабаровск            | Москва                                 |                 |